# ウーマン・トーン
ウーマントーン (Woman tone) とは、エレクトリックギターにおけるサウンドの一種。エリック・クラプトンが、1960年代に好んで使っている。
ハムバッキングピックアップを搭載したエレクトリックギターにより、トーンを絞り高域をカットして音作りをする。ピックアップはフロント側のトーンボリュームを0で使うが、リア側によるものや、ミックスで片方のピックアップのトーンボリュームを0にすることなどでも得ていることがある。
ウーマントーンを出すにはハムバッキングピックアップが必需とされるが、ウーマントーンの代表曲である「Sunshine of your love」（クリーム）はフェンダー・ストラトキャスターでレコーディングされたという説も存在する（ストラトキャスターのピックアップはハムバッキングではなくシングルコイル）。
またトーンを0にしたのではなくワウペダルを踏み込んだものとも思われる